# Yongquan (sockenhuvudort i Kina, Jiangxi Sheng, lat 29,62, long 115,67)
Yongquan är en sockenhuvudort i Kina. Den ligger i provinsen Jiangxi, i den sydöstra delen av landet, omkring 110 kilometer norr om provinshuvudstaden Nanchang. Antalet invånare är 14 563. Befolkningen består av 7 321 kvinnor och 7 242 män. Barn under 15 år utgör 24,0 %, vuxna 15-64 år 67 %, och äldre över 65 år 8,0 %.
Runt Yongquan är det tätbefolkat, med 369 invånare per kvadratkilometer. Närmaste större samhälle är Ruichangshi, 7,0 km norr om Yongquan. I omgivningarna runt Yongquan växer i huvudsak blandskog.
Genomsnittlig årsnederbörd är 2 073 millimeter. Den regnigaste månaden är maj, med i genomsnitt 328 mm nederbörd, och den torraste är januari, med 59 mm nederbörd.